# 21704 Mikkilineni
21704 Mikkilineni este un asteroid din centura principală de asteroizi.

## Descriere
21704 Mikkilineni este un asteroid din centura principală de asteroizi. A fost descoperit pe 7 septembrie 1999 la Socorro, New Mexico, în cadrul proiectului LINEAR. Asteroidul prezintă o orbită caracterizată de o semiaxă mare de 2,98 ua, o excentricitate de 0,03 și o înclinație de 0,3° în raport cu ecliptica.